# Компер, Луазе
Луазе́ Компе́р (фр. Loyset Compère; ок. 1445, Эно, Бургундское герцогство — 16 августа 1518, Сен-Кантен) — французский композитор, крупный представитель франко-фламандской полифонической школы.

## Биография
В первой половине 1470-х гг. служил певчим при дворе Галеаццо Сфорцы в Милане. После смерти Сфорцы в 1476 году музыкальные расходы в капелле были сокращены, некоторые музыканты (в том числе Компер) лишились должностей. Возможно, Компер нашёл новую работу в Мулене при дворе герцога Жана II. В 1486—98 певчий при дворе Карла VIII. В 1494-95 сопровождал короля во время его военного похода в Италию, побывал в Риме.
Параллельно делал церковную карьеру. В 1491 году получил должность каноника в Сен-Кантене. С 1498 г. недолго служил в Камбре и Дуэ. В 1504 г. вернулся в Сен-Кантен, где жил и работал последние годы.

## Творчество
В основе церковной музыки Компера лежит «бургундский идиом» (стилевая модель бургундской полифонической школы). Сохранились 6 магнификатов (из них два фрагментарно), три мессы (одна из них — на популярную тему «L’homme armé», другие две — на темы «Alles regrets» и «De tous bien plaine»), около 45 мотетов на 4-5 голосов, в том числе так называемые motetti missales (3 цикла по 8 мотетов в каждом), многочастные (например, 9-частный «Officium de Cruce») и политекстовые (латино-французские) мотеты.
Кроме того, Комперу принадлежат около 50 шансон (преимущественно на 3 голоса) и 2 четырёхголосные фроттолы.

## Издания музыки
- Loyset Compère: Opera omnia, ed. Ludwig Finscher // Corpus mensurabilis musicae 15 (5 томов, 1958—1972)